# Hořenice
Hořenice település Csehországban, Náchodi járásban. Hořenice Zaloňov, Jaroměř és Heřmanice településekkel határos. Lakosainak száma 142 fő (2024. január 1.).

## Népesség
A település lakosságának változását az alábbi diagram mutatja:
| Lakosok száma | 310  | 379  | 461  | 327  | 192  | 171  | 139  | 141  | 152  | 142  |
|               | 1869 | 1890 | 1921 | 1950 | 1980 | 2001 | 2017 | 2019 | 2022 | 2024 |